# Hubertus Backhaus

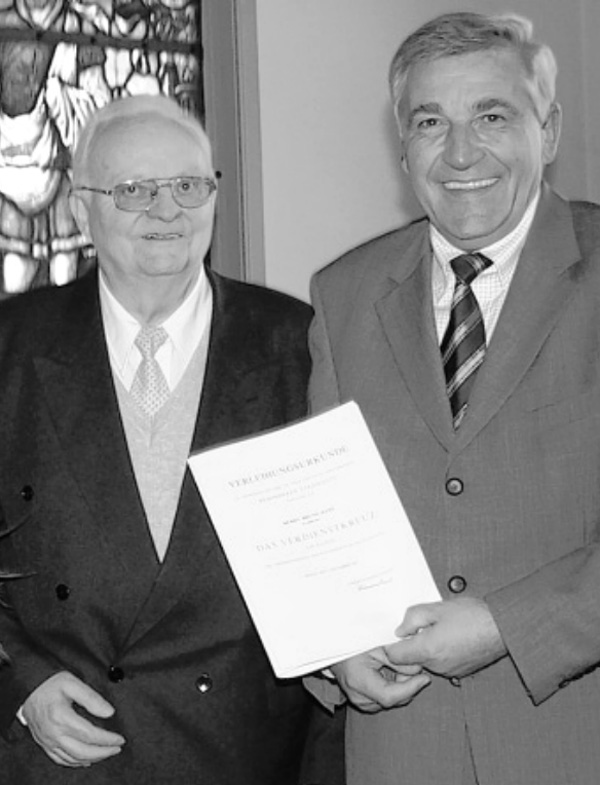
Hubertus Backhaus (rechts) mit Bruno Hake, Welda

Hubertus Backhaus (* 17. Januar 1945 in Erkeln; † 16./17. Juli 2012) war CDU-Politiker und 1996–2009 Landrat des Kreises Höxter.

## Leben
Hubertus Backhaus kam am 17. Januar 1945 als zweitjüngstes von sechs Kindern auf die Welt und wuchs auf dem elterlichen Bauernhof in Erkeln auf. Sein Vater Ludwig war dort fast 40 Jahre Bürgermeister.
Backhaus machte eine Ausbildung als Bankkaufmann und leistete seinen Grundwehrdienst beim Bundesgrenzschutz. Zwei Jahre war er bei der Zentralbank Münster beschäftigt, bis er 1970 die Leitung der Spar- und Darlehnskasse Amelunxen übernahm. 1977 wurde er Vorstandsmitglied der Spadaka in Höxter, bis er 1986 als Direktionsbeauftragter der R+V Versicherung die Genossenschaftsbanken in West- und Süddeutschland betreute. Ab 1992 war er Bezirksdirektor für Nordhessen.
Backhaus war verheiratet und hatte drei Kinder.

## Politik
1975 trat Hubertus Backhaus in den Kreistag Höxter ein. Von 1989 war er dort Fraktionsvorsitzender der CDU, bis er am 1. April 1996 erster hauptamtlicher Landrat des Kreises Höxter. Er trat damit die Nachfolge des ehemaligen Oberkreisdirektors Paul Sellmann und des ehrenamtlichen Landrats Franz-Josef Thöne an. Bei den Wahlen 1999 und 2004 wurde Backhaus im Amt bestätigt.
Am 16. Oktober 2009 trat Backhaus in den politischen Ruhestand und übergab das Landratsamt an Friedhelm Spieker.

## Auszeichnungen
Hubertus Backhaus wurde 2009 mit der Ehrenmünze des Kreises Höxter ausgezeichnet.